# وستنانووا
وستنانووا (به ایتالیایی: Vestenanova) یک کومونه در ایتالیا است که در استان ورونا واقع شده‌است.

## خصوصیات
وستنانووا ۲۳٫۹ کیلومترمربع مساحت و ۲٬۶۸۳ نفر جمعیت دارد و ۵۱۵ متر بالاتر از سطح دریا واقع شده‌است.

## خواهرخوانده
شهر آیش‌شتت خواهرخواندهٔ وستنانووا هست.